# 時代少年団
時代少年団（じだいしょうねんだん、簡体字: 时代少年团、繁体字: 時代少年團、英語: Teens in Times）は、中国の7人組男性アイドルグループ。TFエンターテインメント所属。略称は「TNT」。

## 略歴

### 2019年
- 8月25日、グループ結成。
- 10月11日、グループ名を公表し、天猫ダブルイレブン全球狂歓夜に出演。
- 11月23日、メジャーデビュー[2]。

## メンバー
| 名前   | 生年月日               | 出身地     | 星座   | 担当                     | 応援カラー |
| ------ | ---------------------- | ---------- | ------ | ------------------------ | ---------- |
| 馬嘉祺 | 2002年12月12日（22歳） | 中国河南省 | 射手座 | リーダー、メインボーカル | 月白星紫   |
| 丁程鑫 | 2002年2月24日（23歳）  | 中国四川省 | 魚座   | メインダンサー           | 金色       |
| 宋亜軒 | 2004年3月4日（21歳）   | 中国山東省 | 魚座   | メインボーカル           | 浅空天朧   |
| 劉耀文 | 2005年9月23日（19歳）  | 中国重慶市 | 天秤座 | ラッパー、メインダンサー | 銀白色     |
| 張真源 | 2003年4月16日（22歳）  | 中国重慶市 | 牡羊座 | メインボーカル           | 水玉暖織   |
| 厳浩翔 | 2004年8月16日（21歳）  | 中国広東省 | 獅子座 | ラッパー                 | 珊瑚紅     |
| 賀峻霖 | 2004年6月15日（21歳）  | 中国四川省 | 双子座 | MC、メインダンサー       | 春海明月   |

## ディスコグラフィ

### シングル
| #  | リリース日     | タイトル 原題                          | 備考                                  |
| -- | -------------- | -------------------------------------- | ------------------------------------- |
| 1  | 2019年11月22日 | 全校通報                               | デビュー曲                            |
| ２ | 2019年11月23日 | 無尽の冒険 無盡的冒險                  | デビュー曲                            |
| ３ | 2020年1月7日   | 夢遊記                                 | バラエティ番組「少年夢遊記」主題歌    |
| ４ | 2020年4月3日   | ポップコーン 爆米花                    | ファン登録数百万達成記念              |
| 5  | 2020年8月14日  | You Are Beautiful 姐姐真漂亮           | アルバム「舞象之年」収録              |
| 6  | 2020年8月28日  | Me Before U 相遇                       | アルバム「舞象之年」収録              |
| 7  | 2020年11月7日  | 少年美                                 | バラエティ番組「少年ON FIRE I」挿入歌 |
| 8  | 2020年11月7日  | 剣雨江湖                               | バラエティ番組「少年ON FIRE I」挿入歌 |
| 9  | 2020年12月1日  | 君には関係ない 要你管                  | アルバム「舞象之年」収録              |
| 10 | 2020年12月1日  | そう思うのは僕だけ？只有我一個人覺得？ | アルバム「舞象之年」収録              |
| 11 | 2021年4月21日  | 少年時代                               | アルバム「舞象之年」収録              |
| 12 | 2021年6月22日  | 小小孩                                 | アルバム「舞象之年」収録              |
| 13 | 2021年7月26日  | 好きです 我喜歡你                      | アルバム「ユートピア I 朱雀」収録     |
| 14 | 2021年8月2日   | 朱雀                                   | アルバム「ユートピア I 朱雀」収録     |
| 15 | 2021年8月9日   | フール 傻瓜                            | アルバム「ユートピア I 朱雀」収録     |
| 16 | 2021年11月11日 | 哪吒                                   | アルバム「ユートピア II 哪吒」収録    |
| 17 | 2021年11月21日 | 酔い 醉                                | アルバム「ユートピア II 哪吒」収録    |
| 18 | 2021年12月10日 | オトコ 男兒歌                          | アルバム「ユートピア II 哪吒」収録    |
| 19 | 2021年12月25日 | キミがいる 有你                        | クリスマス特典                        |
| 20 | 2022年2月14日  | 暖かくなる 漸暖                        | バレンタイン特典                      |
| 21 | 2022年7月25日  | 完璧にマッチ 絕配                      | 「乌托邦・侠」 绝配                   |
| 22 | 2022年8月8日   | 侠客 侠                                | 「乌托邦・侠」侠                      |
| 23 | 2022年11月14日 | プロザック 百憂戒                      | 三时有声 第一篇章                     |
| 24 | 2022年11月23日 | 君のいる季節 有你的季节                | 三时有声 第二篇章                     |
| 25 | 2023年4月7日   | 地球に背を向けて走る 背對地球奔跑      |                                       |

### オリジナルアルバム
| # | リリース日     | タイトル   | 収録曲 |
| - | -------------- | ---------- | --- |
| 1 | 2021年7月18日  | 舞象之年   | 1. 全校通報 2. 无尽的冒險 3. 相遇 4. 少年美 5. 剣雨江湖 6. 要你管 7. 只有我一個人覺得？ 8. 少年時代 9. 小小孩                                                       |
| 2 | 2022年12月31日 | 烏托邦少年 | 1. 朱雀 2. 醉 3. 我喜歡你 4. 絕配 5. 傻瓜 6. 哪吒 7. 哭泣的遊戲 8. 俠 9. 男兒歌 10. 理想之途 11. 若想念飛行 12. 煙花升停在星夜 13. 親親愛 14. 抬起頭來 15. 孤獨怪物 |

## 出演

### バラエティ番組
- 台風蛻変の戦（2019年7月19日 - 8月25日）[3]
- 台風サマーキャンプ 颱風夏令營（2019年7月23日 - 8月13日）
- BOOM！TV（2019年10月16日 - 12月20日）
- 少年夢遊記（2020年1月9日 - 2月24日）
- 少年ON FIRE I（2020年9月26日- 2020年11月7日）
- 僕達の新居 我們的新家 （2020年9月9日- 2020年11月1日）
- 少年ON FIRE II（2021年7月9日- 2021年12月14日）
- 福気TV（2021年11月10日- 2021年12月22日）
- 你好星期六【Hello Saturday】（2023年3月18日-現在）

### ドキュメンタリー
- 光環下的少年
- 光環中的少年